# Zdeněk Lorenc (scriitor)
Zdeněk Lorenc (n. 12 februarie 1919, Praga, Cehoslovacia – d. 14 octombrie 1999, Praga, Cehia) a fost un poet și prozator ceh, reprezentant al suprarealismului. În 1946 a devenit membru al grupului suprarealist Skupiny Ra. Poezia lui combină suprarealismul cu romantismul (poziție definită în eseul Romantismus 20. století). Proza lui suprarealistă se apropie de proza psihologică.

## Biografie
A crescut în cartierul Zizkov din Praga. În anii 1930-1938 a studiat la Gimnaziul real, după care, în 1938, a început să studieze limbile cehă și franceză la Facultatea de Filosofie a Universității Caroline, dar în 1939 naziștii au închis universitățile cehe, așa că a învățat contabilitate și a lucrat pe post de contabil la editura Melantrich. Apoi a lucrat în birourile fabricii Ostmarkwerke din Kbely. După război și-a continuat studiile întrerupte la Facultatea de Filosofie, dar nu le-a mai terminat. În 1946 a devenit secretar al Comisiei pentru Publicații din cadrul Ministerului Informării și Educației.
În 1950 a fost concediat din motive politice. Apoi a lucrat la fabrică de sticlă din Bílina, iar din septembrie 1951 a predat la școala primară din cartierul Smíchov al Pragăi. În februarie 1952 a fost arestat, dar după un an a fost achitat și eliberat. Cu toate acestea, el nu a putut publica până în 1959. După eliberarea sa a lucrat ca strungar la diferite întreprinderi din Praga. În 1965 a devenit „scriitor profesionist”. După ocupația sovietică din 1968 nu a mai putut publica, din nou, iar din 1971 a lucrat ca fierar și sudor. În 1980 s-a pensionat. Până în 1986 a continuat să lucreze ca om de serviciu.

## Scrieri

### Poezie
- Trojstěžník (1945)
- Krajiny ve tváři (1946)
- Vodnář v Blížencích (1946)
- Plavba (1947)
- Za zády (1967)
- Sladké vánoce mým mrtvým (1990)
- Prabásně (1991)
- Paňák na zdi (1993)
- Romantismus XX. století aneb Márinka od parchantů (1996)
- Nocležna pro romantismy (2000)
- Pít z kterékoliv strany (2001)

### Proză
- Kardinálská vesnice (1947)
- Virakoča (1959)
- Hodina pětadvacátá (1965)
- Dutá lampa (1967)
- Víno mrtvého muže (1969)

### Eseuri
- Romantismus 20. století (1943)
- Prologomena k Romantismu 20. století (1988)
- Zavazadlo s posledním romantismem 20. století anebo konec (1992)

### Libret
- Prokletý zámek, libretul operei lui Jan Zdeněk Bartoš (1951)